# Морияма, Раймонд
Раймонд Морияма (англ. Raymond Moriyama; 11 октября 1929, Ванкувер — 1 сентября 2023) — канадский архитектор. Автор проектов Научного центра Онтарио, посольства Канады в Японии, музея обуви Батя (Торонто), Национального музея Саудовской Аравии, Оттавской ратуши, Канадского военного музея, мастер-плана долины Мивасин (Саскачеван) Компаньон ордена Канады (2008; офицер с 1985), кавалер ордена Восходящего солнца (Япония, 2004), лауреат Премии генерал-губернатора в области визуального и медиа-искусства.

## Биография
Родился в 1929 году в Ванкувере в семье выходцев из Японии. В четыре года, получив сильные ожоги головы, шеи и спины, некоторое время вёл постельный режим и наблюдал из окна за идущей по соседству стройкой, решив, что станет архитектором, когда вырастет. После начала Второй мировой войны глава семьи, пацифист по убеждениям, был отправлен в лагерь военнопленных в Онтарио, а Раймонд с матерью и двумя младшими сёстрами как «враждебные чужаки» интернированы сначала в Хейстингс-Парке в Ванкувере, а затем в лагере в долине Слокан — удалённом от океана районе Британской Колумбии. Там, по воспоминаниям Мориямы, он реализовал первый в жизни архитектурный проект — наблюдательную площадку, которую затем превратил в дом на дереве, используя ветки, обломки досок, верёвки и несколько гвоздей. Получившееся сооружение служило мальчику «универитетом» и укрытием от глаз охранявших лагерь служащих RCMP.
По окончании войны семья переехала в Гамильтон (Онтарио). Там Раймонд устроился на работу на посудной фабрике. Поскольку он быстро выполнял норму, начальник разрешал ему тратить свободное время на учёбу. Это позволило ему окончить школу лучшим учеником в классе. В 1954 году Морияма получил в Торонтском университете степень бакалавра архитектуры, а в 1957 году окончил архитектурную школу Макгиллского университета со степенью магистра со специализацией в градостроительстве. Во время учёбы в Торонто встретился с Сачи, подругой детства из Ванкувера. Их отношения быстро переросли в роман, а затем в брак, который продолжался больше 60 лет.

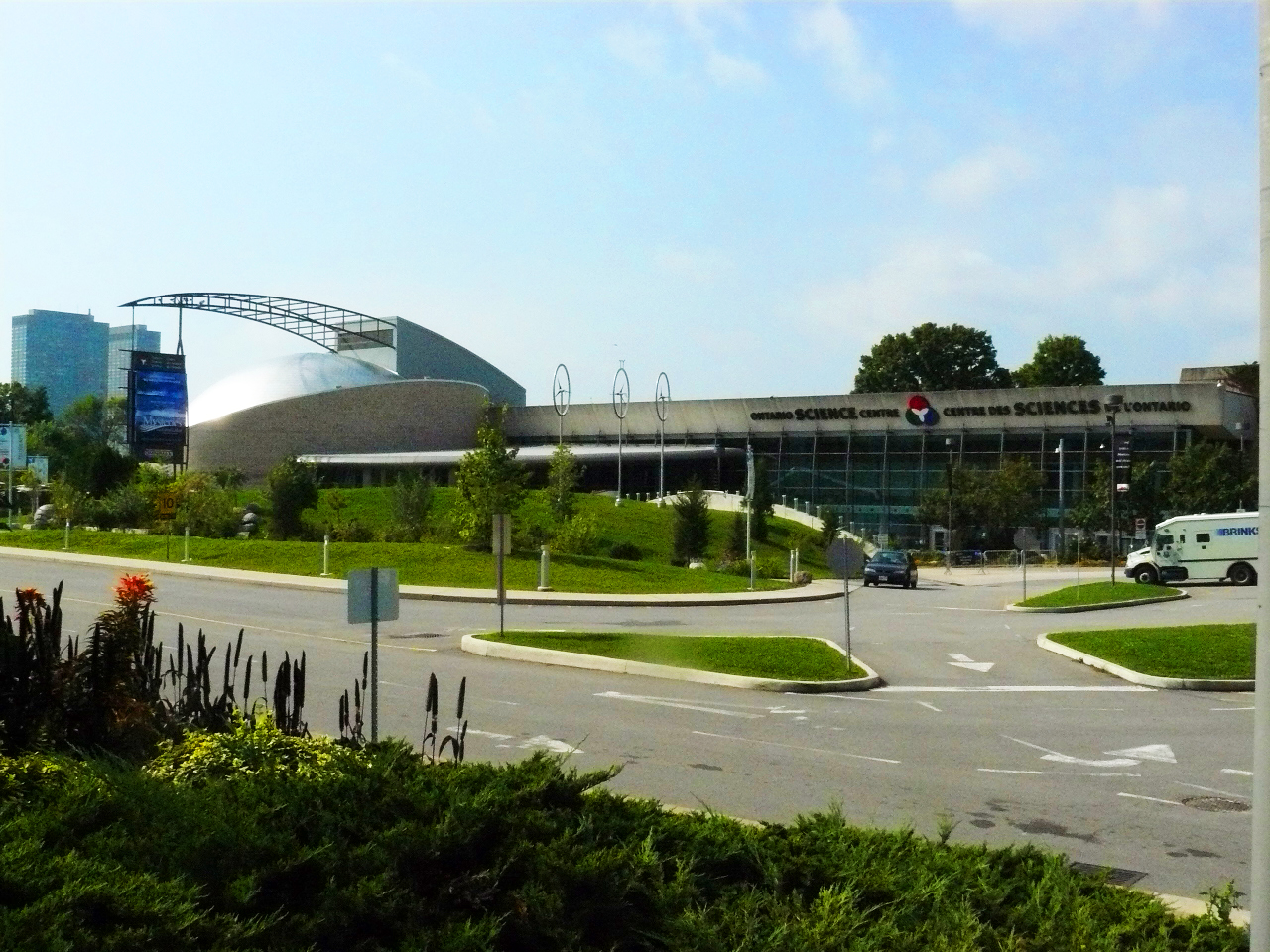
Научный центр Онтарио (2008)

В 1958 году начал работать архитектором в Торонто. На раннем этапе карьеры в основном работал на семейство Кротерс, для которого в частности спроектировал Центр использованного оборудования, построенный из металлолома. Брался также за небольшие частные заказы (коттеджи, сторожки, здания гольф-клубов), однако значительную часть таких работ отвергал, если они не соответствовали идеям равенства и инклюзивности. В 1963 году спроектировал здание Японско-канадского культурного центра в Торонто. Наиболее важной работой Мориямы в 1960-е годы стало здание Научного центра Онтарио, строительство которого завершилось в 1969 году. Этот проект, по словам декана факультета архитектуры Торонтского университета, Ричарда Соммера, стал принципиально новым словом в дизайне музеев. Если до этого основное внимание в экспозициях уделялось осмотру экспонатов и чтению пояснительных табличек, то в Научном центре Онтарио посетителям предлагался также большой объём тактильных ощущений.
В 1970 году началось сотрудничество Мориямы с Тедом Тешимой. Их проектной фирме Moriyama & Teshima заказывались многие общественные здания, и её проекты неоднократно отмечались архитектурными медалями генерал-губернатора. В числе отмеченных работ — Гражданский центр Скарборо (1973), городская библиотека справочной литературы Торонто (1977) и интерактивный музей Science North в Садбери (1984). Среди других широко известных проектов Мориямы и Тешимы — музей обуви Батя в Торонто (строительство завершено в 1995 году), который архитектурные критики высоко оценили за «скульптурность» и удачное сочетание расходящегося наружу известнякового фасада с двухэтажным входом в виде стеклянной пирамиды. Фирма Moriyama & Teshima, выиграв международный конкурс, спроектировала также Национальный музей Саудовской Аравии в Эр-Рияде (комплекс музея открылся в 1999 году). Отличительными качествами этого комплекса стали просторные дворы, использование воды и уходящая вдаль стена, облицованная местным известняком. Кроме того, фирма участвовала в строительстве музея Ага-хана в Торонто.

Проекты фирмы Moriyama & Teshima
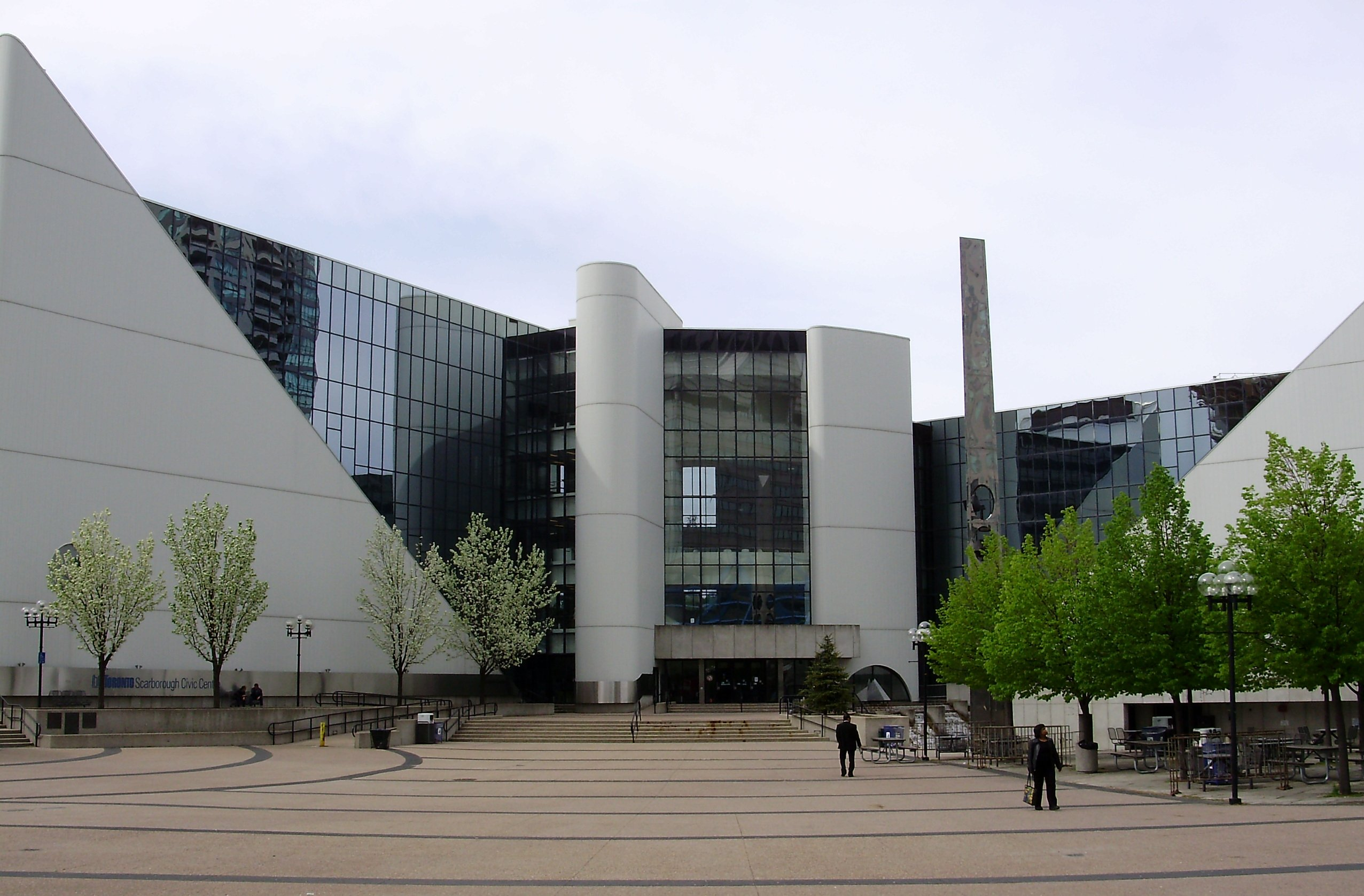
Гражданский центр Скарборо (2008)
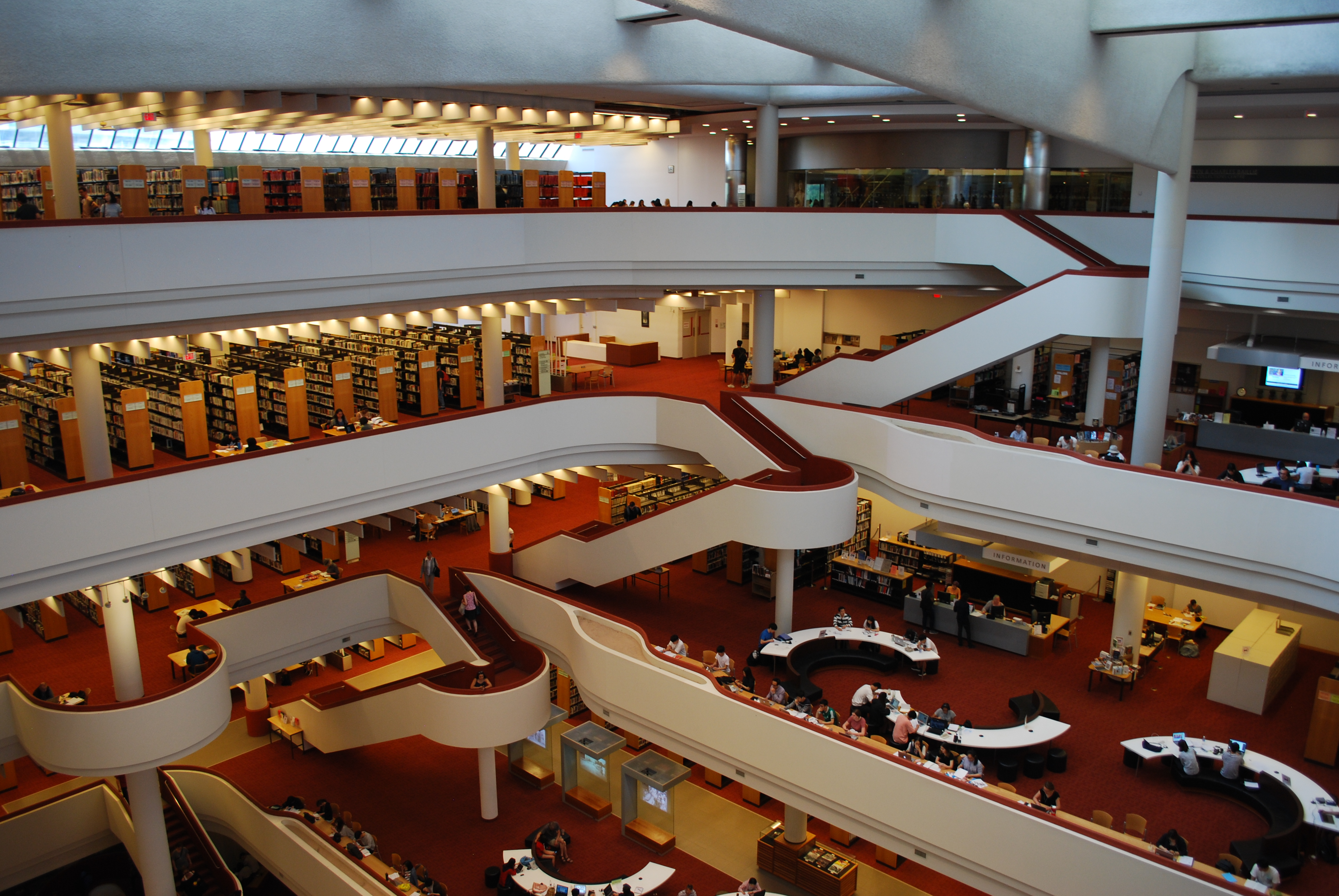
Интерьер библиотеки справочной литературы Торонто
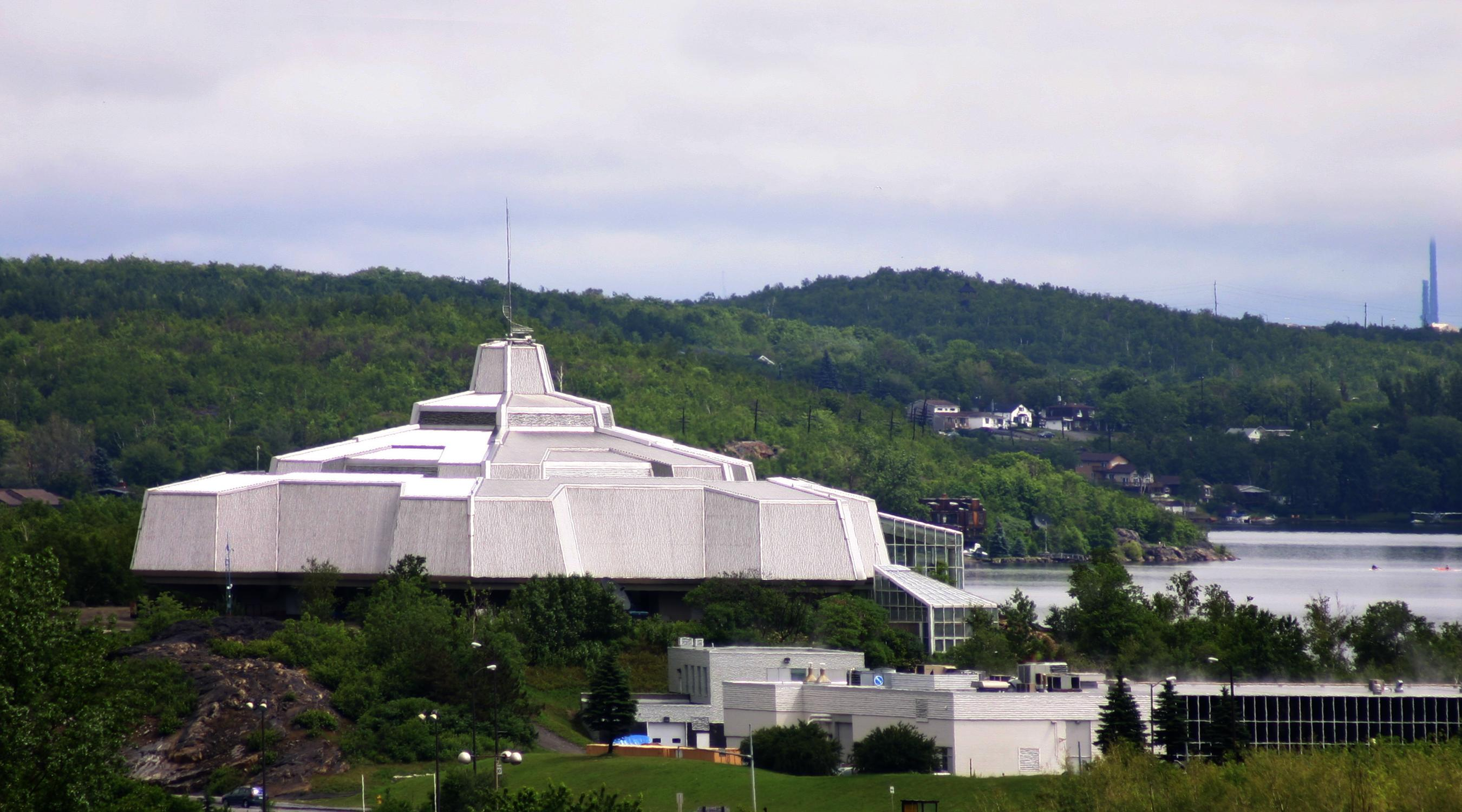
Музей Science North
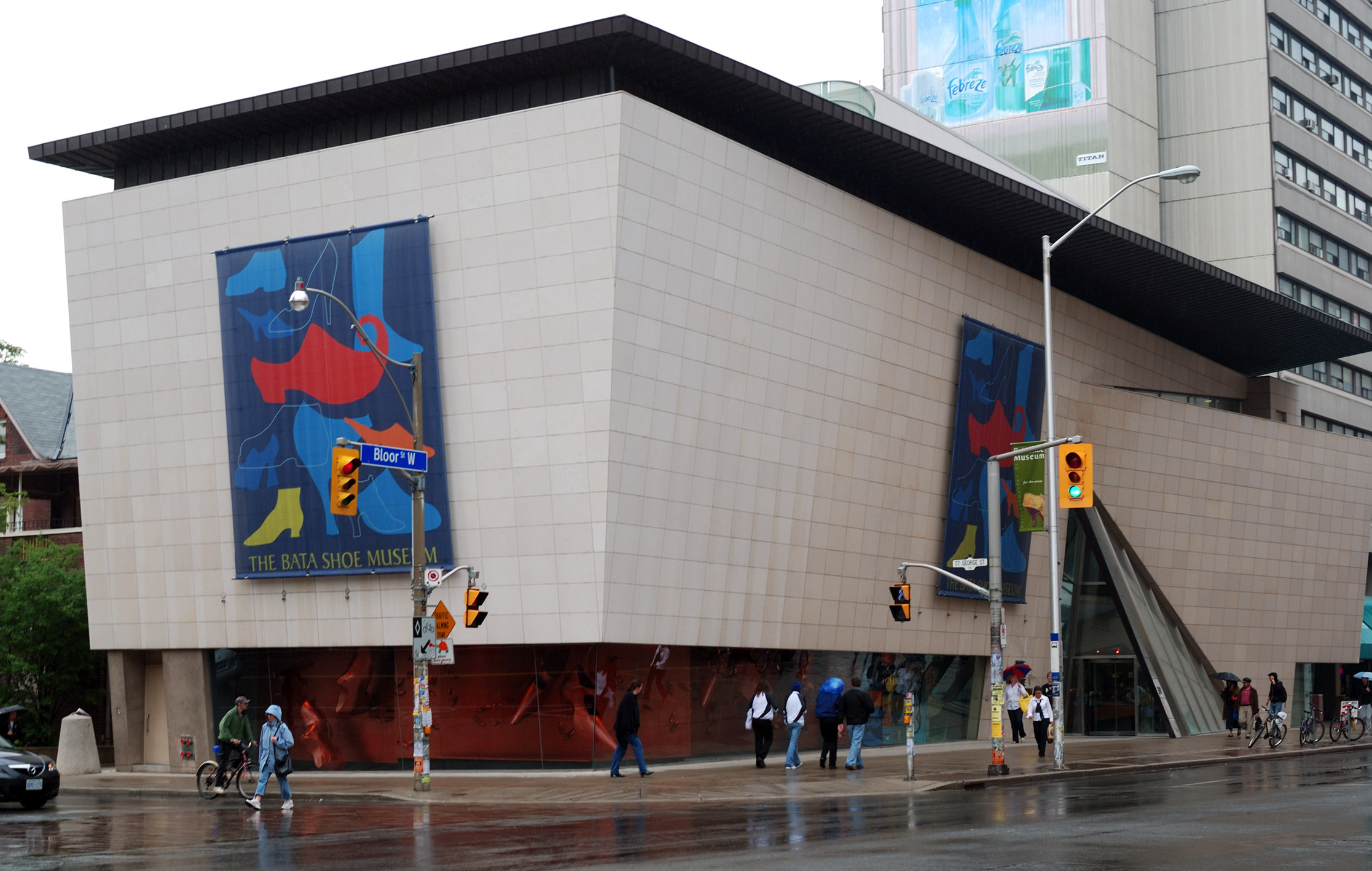
Музей обуви Батя

Среди прочих проектов Мориямы Канадская энциклопедия выделяет здание посольства Канады в Японии, строительство которого было завершено в 1991 году. Для строительства было выбрано престижное место рядом с Императорскими садами и мемориальным парком Такахаси, однако этот выбор одновременно накладывал на архитекторов особые ограничения, поскольку городской строительный кодекс Токио требовал минимизировать тень, которую здание будет отбрасывать на оба парка. Морияма решил эту проблему, сконструировав для посольства крышу особой формы. Он также стал автором здания Оттавской городской ратуши и открывшегося в 2005 году Канадского военного музея, который был спроектирован совместно с фирмой Griffiths Rankin Cook Architects. Канадская энциклопедия называет это здание вершиной творческой карьеры Мориямы, отмечая смелые, бросающиеся в глаза геометрические формы и художественную многослойность использованных материалов, а также возносящиеся ввысь драматичные интерьеры, наполненные естественным светом. Долгосрочные градостроительные проекты архитектора включают мастер-план долины Мивасин в Саскачеване (1979) и столетний план-перспективу для Ниагара-Фолс (1988).

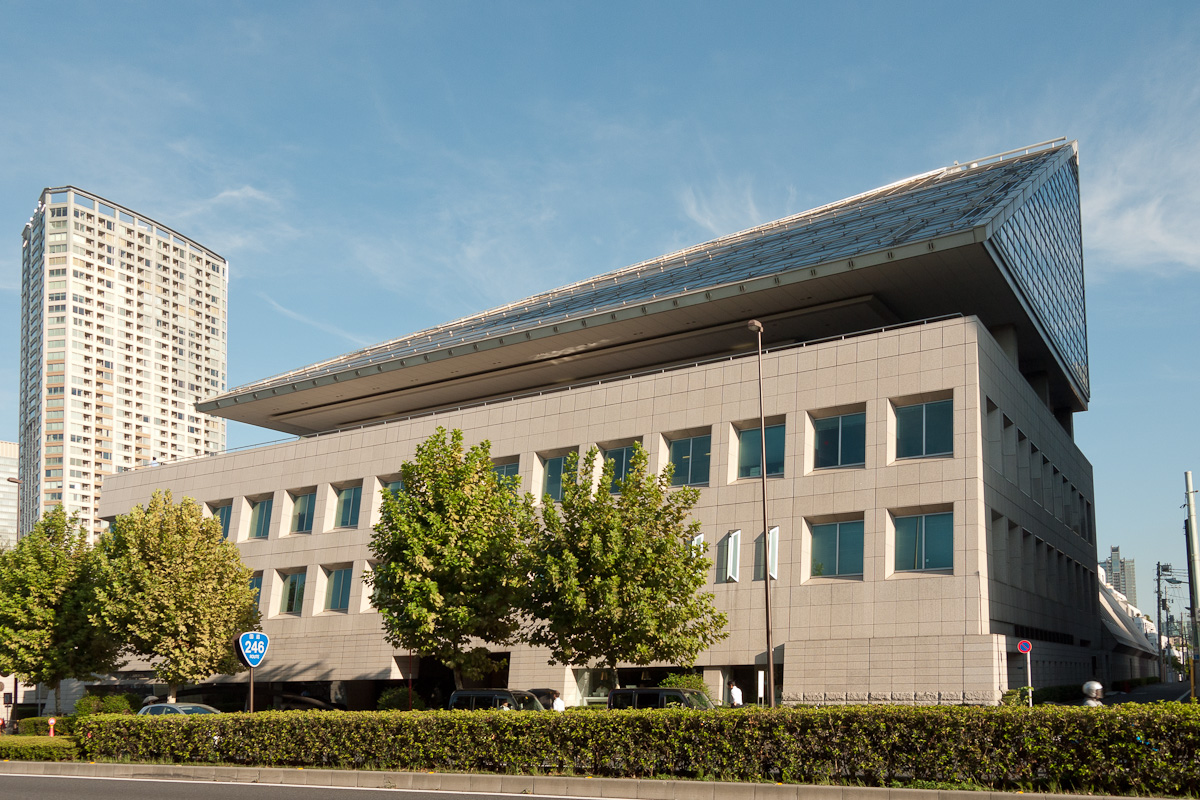
Посольство Канады в Токио
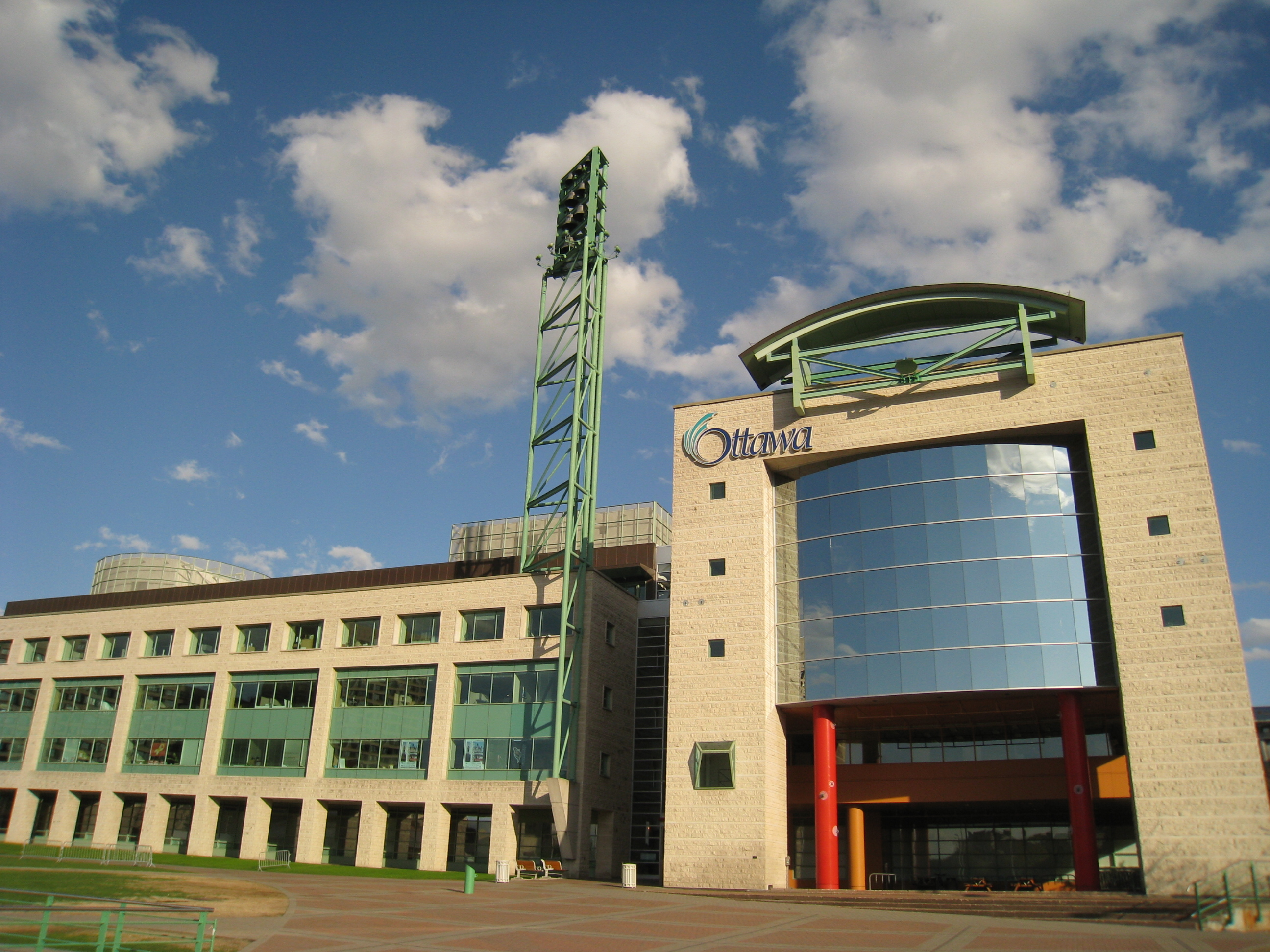
Городская ратуша Оттавы
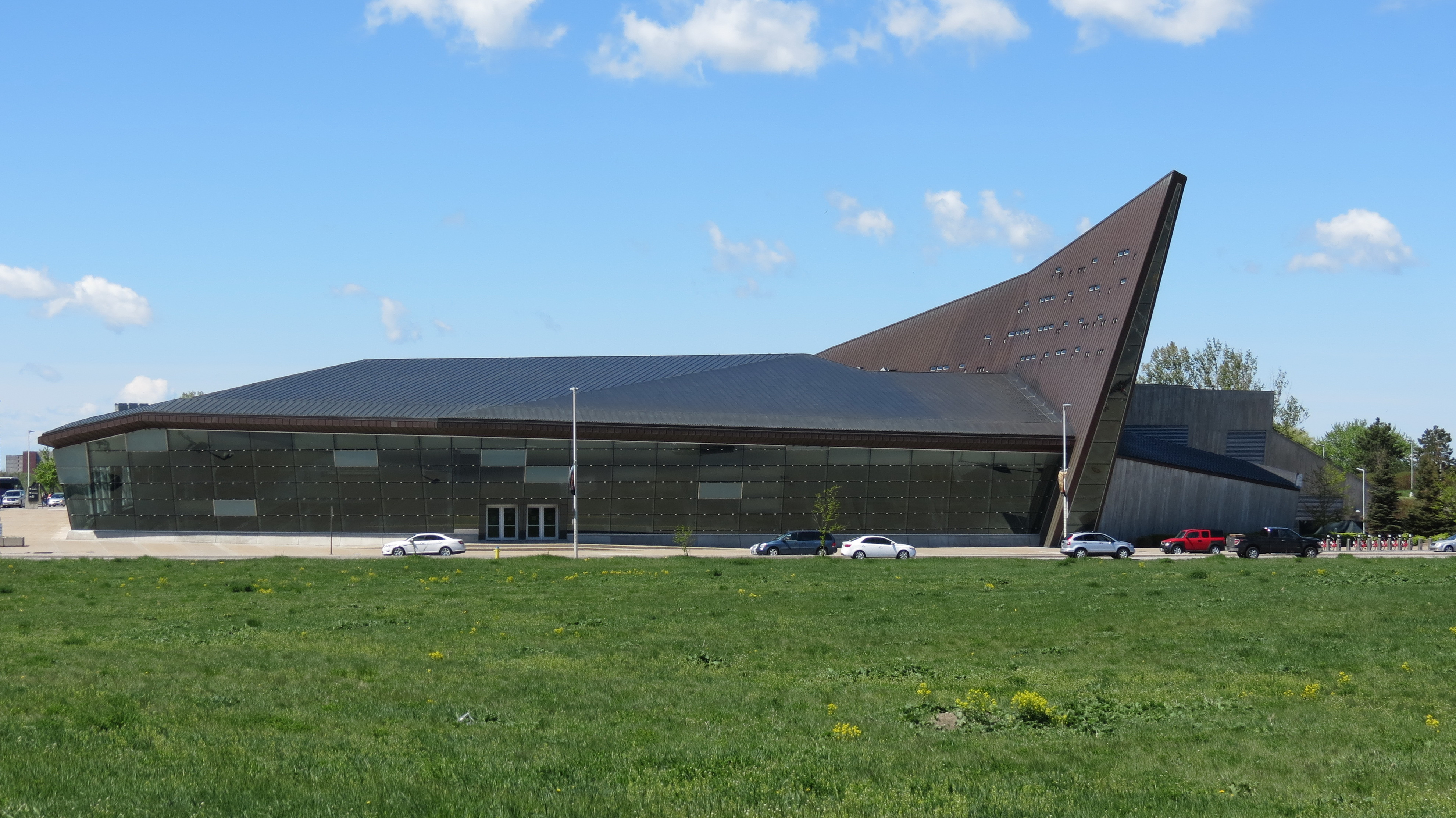
Канадский военный музей, вид снаружи
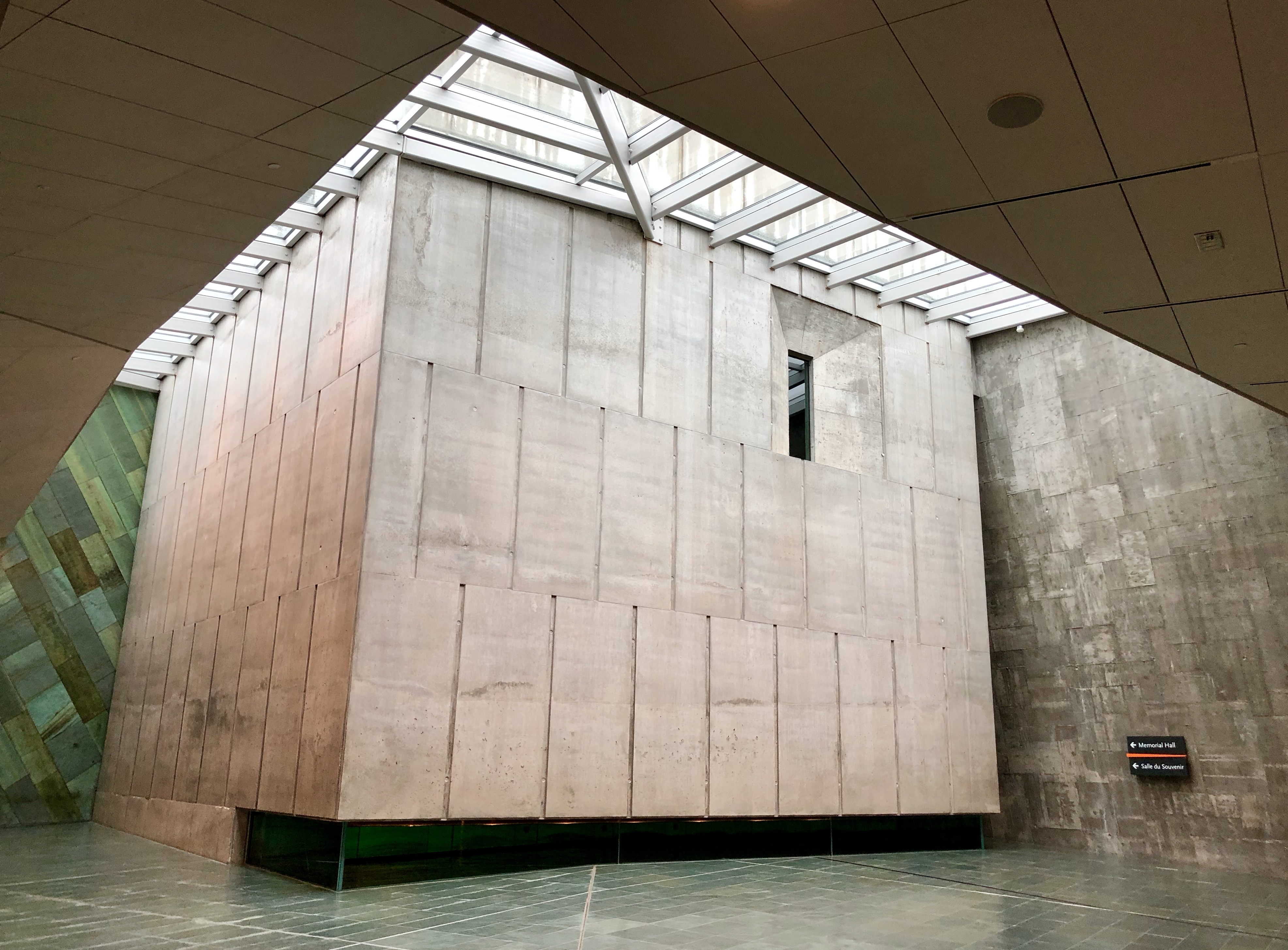
Мемориальный зал музея

С 2001 по 2007 год занимал пост канцлера Университета Брока (Онтарио). Спроектировал для кампуса этого вуза ряд зданий, включая корпус Маккензи Чоуна, спортивный комплекс Уокера и общежитие имени Эрпа, а также организовал высадку на его территории ста сакур, полученных в дар от правительства Японии.
В 2003 году завершил архитектурную карьеру, сохранив в совместной фирме позицию консультанта и почётного партнёра, но передав дела сыновьям Эйджону и Джейсону. В 2006 году вышла книга Мориямы «В поисках души: создавая новый Канадский военный музей» (англ. In Search of a Soul: Creating the New Canadian War Museum), описывающая историю этого проекта и скрытые смыслы в его дизайне. В 2013 году Морияма совместно с Королевским архитектурным институтом Канады учредил международную премию, вручаемую раз в два года и некоторое время носившую его имя. Премия присуждается за архитектуру, которая «преображает общество и продвигает идеалы справедливости, уважения, равенства и инклюзивности». Скончался 1 сентября 2023 года в возрасте 93 лет.

## Признание заслуг
Согласно Канадской энциклопедии, Морияма известен как автор, тонко чувствующий и учитывающий в своих работах человеческий масштаб. Энциклопедия отмечает гуманистизм его подхода к дизайну и способность вписывать архитектуру в естественный ландшафт.
За творческую карьеру Мориямы его работы неоднократно отмечались архитектурными медалями генерал-губернатора Канады. В 1997 году он был удостоен золотой медали Королевского архитектурного института Канады — высшей награды этой организации. В 2009 году стал лауреатом Премии генерал-губернатора в области визуального и медиа-искусства, а в 2012 году — лауреатом премии Ассоциации архитекторов Онтарио за достижения карьеры в сфере дизайна. Обладатель почётных учёных званий от десяти вузов Канады, почётный член Американского института архитекторов.
В 1985 году произведён в офицеры ордена Канады, а в 2008 году повышен до компаньона ордена Канады — высшей степени этой награды. В 1992 году стал также кавалером ордена Онтарио, а в 2004 году — кавалером японского ордена Восходящего солнца с золотыми лучами и розеткой. Государственные награды Мориямы включают также медаль 125-летия Канадской конфедерации.